# Піщано-Лобово
Піщано-Ло́бово (рос. Песчано-Лабово, башк. Песчано-Лабау) — присілок у складі Іглінського району Башкортостану, Росія. Входить до складу Чуваш-Кубовської сільської ради.
Населення — 110 осіб (2010; 31 в 2002).
Національний склад:
- чуваші — 52 %
- башкири — 35 %